# 藤原清正
藤原清正（日语：／ Fujiwara no Kiyotada */?，？—958年7月）是日本平安時代的貴族和歌人，出自於藤原北家良門流，其父是中納言藤原兼輔，官位為從五位上左近衛少將。和歌方面，他有28首作品收錄於敕撰和歌集，初次收錄為《後撰和歌集》，與其父兼輔同為三十六歌仙。

## 生平
清正的出生年份雖然不明，不過如果他在兼輔20歲時出生的話，至少是昌泰（898年至901年）之後。延長8年11月22日（930年12月14日），根據《三十六人歌仙傳》記載，他由於陽成院御給而獲敘從五位下。承平4年（934年）正月，他就任為紀伊權介，天慶3年（940年）5月升任為備前權守。天慶7年閏12月2日（945年1月18日）時，根據《九條殿記》記載，他當時是備後權守。
天慶9年（946年）4月，清正獲准昇殿（本官），同年7月就任為右兵衛權佐。天曆元年12月24日（948年2月6日），根據《職事補任》記載，他獲補任為五位藏人。天曆2年（948年）正月，根據《三十六人歌仙傳》記載，他獲補任為藏人頭，不過平野由紀子主張由於藏人頭是四位的官職，因此他實際上未有出任藏人頭。
天曆3年正月7日（949年2月7日），清正獲升至從五位上，同年2月兼任齋院長官，5月改為兼任修理權亮。天曆4年（950年）2月，他就任為近江介，同年3月再次獲准昇殿。天曆9年（955年）10月，根據《三十六人歌仙傳》記載，他獲任命為左近衛少將，市川久在《近衛府補任》中則推測是同年7月24日（8月14日）。翌年正月，根據《三十六人歌仙傳》記載，他就任為紀伊守，《近衛府補任》則稱是紀伊介。同年10月8日，他再次獲准昇殿，最終於天德2年（958年）7月死去。

## 和歌
| 敕撰和歌集     | 新編國歌大觀編號                                |
| -------------- | ----------------------------------------------- |
| 後撰和歌集     | 335、336、673、733、737、1313、1382、1410、1416 |
| 拾遺和歌集     | 57、332、468                                    |
| 新古今和歌集   | 709、1065、1176、1723                           |
| 新敕撰和歌集   | 507                                             |
| 續後撰和歌集   | 174、445                                        |
| 玉葉和歌集     | 1023、1109、1141、1547、1841                    |
| 續千載和歌集   | 762、1866                                       |
| 續後拾遺和歌集 | 820                                             |
| 新千載和歌集   | 576                                             |
| 新拾遺和歌集   | 538                                             |
| 新後拾遺和歌集 | 220                                             |

清正的歌風是古今調，擅長於敘景歌，歌風簡明流麗，在朱雀天皇和村上天皇時期是屏風歌歌人，與藤原仲平、源高明、藤原師輔、壬生忠見和藤原敦忠等人也多有交流。清正總共有28首和歌收錄於敕撰和歌集，其作品也收錄於天曆9年閏9月內裏紅葉合、秋內裏前栽合、中宮歌合和前十五番歌合等歌合內。

### 三十六人撰
| 敕撰和歌集版本 | 《三十六人撰》版本 | 《清正集》版本 | 王向遠譯本:315                           |
| -------------- | ------------------ | -------------- | ---------------------------------------- |
|                |                    |                | 子日有期待 幸見小松在野外 千年之後成大材 |

這首和歌收錄於《新古今和歌集》卷第七「賀歌」，新編國歌大觀編號是709，詞書是「子日詠歌」（子日をよめる），《清正集》詞書則是「在紀伊國時的子日」（紀のくににて子日しけるに）。此歌也收錄於《和漢朗詠集》和《俊成三十六人歌合》。
子日是指正月最初的子之日，由於清正在天曆10年正月就任為紀伊守，當年的的子之日是正月6日（956年2月20日），除目是正月27日（3月12日），因此清正在紀伊國度過的子之日至少是天曆11年（957年）之後。子之日當天，人們會到野外將矮小的松樹連根拔起，採摘嫩菜，並且舉行宴會慶祝。根據在《清正集》中與此歌詞書相同的另一作品記載有歌枕「名草之濱」，因此推測當時慶祝活動是在紀三井寺對出的海邊舉行。此歌的意思是與其在子之日拔掉姬小松來佔地方玩樂，還不如期待其在千年後長成的樹蔭吧。
首句中的是サ變動詞的連用形，是表示動作目的格助詞，《新古今和歌集》寫作。第二句中的是指用東西來佔地方玩樂，是表示結束的助動詞。第三句是指姬小松。第四句中的是表示否定的接續詞，是表示疑問的係助詞，也可以將其與連繫起來，意指八千年。末句中的是指靜候佳音，是表示躊躇的助動詞，用來呼應第二句，也通過描述對姬小松成長的期待來與自己能夠長命百歲的期盼重叠起來。
| 敕撰和歌集版本 | 《三十六人撰》版本 | 《清正集》版本 | 王向遠譯本:751                           |
| -------------- | ------------------ | -------------- | ---------------------------------------- |
|                |                    |                | 天風拂過吹飯海 海上飛鶴定轉來 歸京可期待 |

這首和歌收錄於《新古今和歌集》卷第十八「雜下」，新編國歌大觀編號是1723，詞書是「殿上詠歌」（殿上はなれ侍りて、よみ侍りける），《清正集》詞書是「成為紀伊守後，期望能夠再次獲准昇殿」（紀のかみになりて、まだ殿上もせざりしに），不過根據《忠見集》的詞書「藤原清正成為紀伊守後，由忠見代為贈予小貳命婦」記載，此歌為壬生忠見的作品，《和漢朗詠集》的詞書則是「鶴」，作者為詠人不知。此歌的意思是吹飯之浦的鶴雖然迎來天風，但是卻不知為何未有乘風而去。此外，此歌也收錄於《前十五番歌合》、《俊成三十六人歌合》、《三十人撰》、《定家八代抄》和《歌枕名寄》。
首句是指天風，用於導入「吹」（ふけ），第二句是吹飯之浦，在《萬葉集》時期是和泉國的歌枕，進入平安時代後與紀伊國的歌枕吹上之濱混為一談。第三句中的是指鳥類停下的狀態，暗指其飛翔前的一瞬間，同句異詞的指棲息，文意來說前者更合適。第四句的是指雲霄和皇居，為掛詞，末句的是指命運或可能，整首歌蘊含被任命為紀伊守的清正希望能夠再次回京的意思。另外，此歌也與藤原篤茂、在原元方、壬生忠岑、白居易和紀友則收錄在《和漢朗詠集》中的作品（新編國歌大觀編號2、3、8、445和100）一同獲採用至重要文化財「能裝束 金紅片身替詩歌文樣厚板」上。
| 《三十六人撰》版本 | 《清正集》版本 |
| ------------------ | -------------- |
|                    |                |

這首和歌收錄於《麗花集》卷第六「冬」，新編國歌大觀編號是72，《清正集》的詞書是「畫中」（ゑに）。此歌的意思是看起來像一堆布料的絲織物彷彿是在神無月時尚未被暴風吹散的紅葉一樣。首句中的是指疋，為布料的單位，一疋大約是4丈（約12.12）至6丈（約18.18）左右，為比喻紅葉的緣語，用例見於《拾遺和歌集》中僧正遍昭的作品（新編國歌大觀編號220），同時是掛詞，指群體或草叢，的意思是如此這般。第二句在《三十六人撰》和《清正集》略有不同，是絲織物，是紅葉，《麗花集》採錄前者。第三句是指神無月，即舊曆十月。第四句中的山風是暗指吹散紅葉的暴風。末句中的是掛詞，既指不裁剪（裁たぬ），也指不起風（立たぬ）。類似的和歌則有收錄於《古今和歌六帖》（新編國歌大觀編號650）以及《和漢朗詠集》中的作品（新編國歌大觀編號306）。

### 俊成三十六人歌合
| 《和漢朗詠集》版本 | 《俊成三十六人歌合》版本 |
| ------------------ | ------------------------ |
|                    |                          |

這首和歌收錄於《和漢朗詠集》卷上「秋」內的「紅葉」，新編國歌大觀編號是306，同時收錄於《深窓秘抄》。此歌的意思是佐保山的紅葉就如延綿不斷的絲織物一樣，就算霧起也裁剪不斷般隨處可見。第二句中的是表示比喻的格助詞。第三句是歌枕，指佐保山。第四句中的是指枹櫟、麻櫟和水楢等櫟屬植物，用例見於《古今和歌集》中坂上是則的作品（新編國歌大觀編號267）。末句的是掛詞，既指不起霧（霧立たぬ），也指裁剪不斷（切り裁たぬ），也是絲織物（錦）的緣語。

## 家集
清正的家集是《清正集》，推測由其家人或後人在他死後根據其底稿在《拾遺和歌集》之前編撰而成，和歌分類採用敕撰和歌集的形式，分為春、夏、秋冬、離別、戀和雜，前半部分以屏風歌為主，後半部分則多為戀歌等個人歌，均有詞書。敕撰歌中，八首入選《後撰和歌集》的作品中有兩首源自家集，《拾遺和歌集》的三首作品中也有一首源自家集，《新古今和歌集》之後的入選歌則全數源自家集。
家集分為三類，均為同一系統，分別是西本願寺本系（流布本系，第一類）、坊門局筆本（第二類）以及宮內廳書陵部藏本（書架編號501·114、書陵部丙本，書陵部本、第三類）。按順序以第一類的歷史最久，第三類最新。

### 第一類

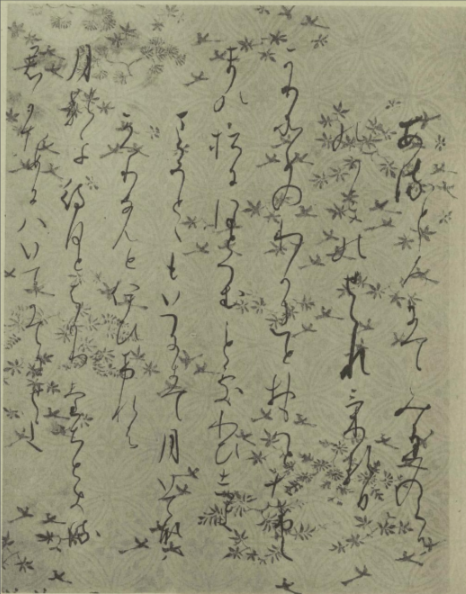
西本願寺本

第一類涵蓋西本願寺本、正保版歌仙家集本、群書類從本、宮內廳書陵部藏御所本（書架編號501·12）和冷泉家時雨亭文庫藏承空本等等，家集中大多數版本均屬此類。此類總共收錄91首和歌，涵蓋第二類缺少的八首和歌以及第三類缺少的20首和歌，除了第46首和第47首和歌的順序倒轉外，其餘排列均相同。由於第一類中西本願寺本、正保版歌仙家集本和承空本在第4首和歌、第20首詞書、第22首詞書、第26首和歌、第39首詞書、第82首和歌以及第89首詞書有相異之處，《冷泉家時雨亭叢書》認為第一類還可以再細分為三個系統。
西本願寺本是長20厘米，寬15.8厘米的粘葉裝，料紙是唐紙，18頁著墨，兩頁白紙，按順序由深色紙、淺色紙以及白紙組合而成，以暈渲的手法來配色，也用銀泥來描繪鳥、蝶和折枝圖案。外題是「清正」，一面多為八至十行，和歌一首分兩行書寫，僅有卷末歌分作五行。每首和歌大多隔兩個空格書寫，僅有兩首分別是隔三和四個空格。91首和歌中只以平假名書寫的有25首，其餘66首皆有漢字。此版本與西本願寺本《重之集》、御物卷子本傳藤原公任筆《和漢朗詠集》、《堺色紙》、《大色紙》和《小色紙》等筆跡相同。
承空本是長14.1厘米，寬20.9厘米的袋綴，料紙是楮紙，九頁著墨，各頁均有紙背文書，沒有空白頁，封面中央是寫有「清正集」的外題，左下角是承空本獨有的花押，第九頁背面寫有勘物「藤原清正 中納言兼輔卿男」，奧書是「永仁六年六月八日（1298年7月17日）於 室町宿所書寫之 承空」以及承空本私家集常見的「承空上人 寄進之」。家集的右下角約有半數存在不同程度的損毀，其中以第四頁正面尤其嚴重，導致正文內容有部分缺漏。正文一面19至21行，一首和歌按上下句分兩行書寫，全頁的行間均有一濃一淡的兩種筆跡。此版本也是宮內廳書陵部藏御所本（書架編號501·12）的祖本。

### 第二類和第三類

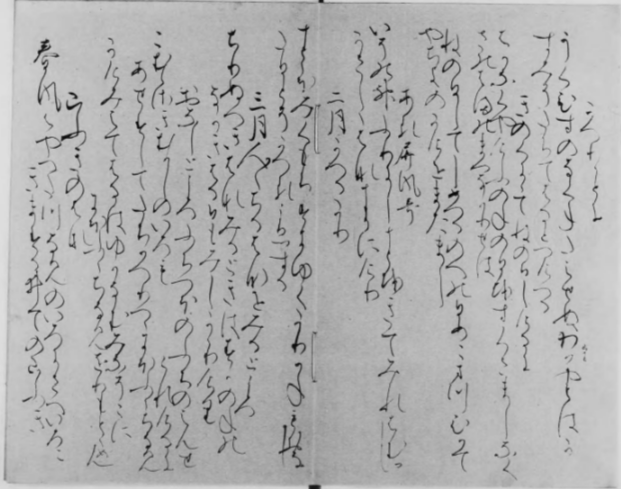
坊門局筆本

坊門局筆本又稱為坊門局筆藤原定家手澤本，收錄歌數是83首，相對於第一類缺少八首和歌，分別是第4、17、24、33、34、35、71和86首，幾乎都不是清正的作品，推測本來就有意圖刪減。坊門局筆本是長21.2厘米，寬13.7厘米的蝴蝶裝，料紙是楮紙，與《興風集》合為一冊，封面是繪有瑞雲紋的緞，背面是銀箔的切箔，第一頁正面寫有「清正」 清正集 興風集」，第二頁正面以與正文相同的筆跡寫有「清正」，其中的右邊小寫有片假名。第三頁正面至第11頁正面為正文，一面行數不定，有10行、12行至15行、18行和20行，行間不但狹窄，甚至部分有重叠。和歌方面，行數較少的是一首兩行，較多的是一首一行，一開始是隔兩個空格書寫，從第四頁正面開始第二行要比第一行再低一些，少則一兩個空格，多為三至六個空格，最多達七個空格。此版本的筆跡與坊門局的真跡《唯心房集》相同。宮內廳書陵部藏本（書架編號501·114）的收錄歌數是71首，相對於第二類，除了原本缺少的八首外，另外還缺少12首，分別是第一類的第25、27、29、40、42、57、85、87、88、89、90和91首。

### 古筆
收錄於《續國文學古筆切入門》中的四半切推測書寫於鎌倉時代，古筆的傳稱筆者是世尊寺行尹，長22.7厘米，寬15.6厘米，原本是冊子本，由於大小是原本的四分之一而得名為四半切，料紙撒有銀切箔，和歌是收錄於家集的作品（新編國歌大觀編號89（與新古今和歌集1723相同）和90），一面十行書寫，和歌則是一首兩行，部分用字與其他家集版本有較大的差異。
收錄於《慶應義墊圖書館藏小津家古筆切聚影》中的清正集切推測書寫於鎌倉時代，根據極札記載，古筆的傳稱筆者是寂蓮，也有琴山的墨印，背面則是「切乙亥六」以及古筆了珉墨印。此古筆長22.5厘米，寬16.8厘米，料紙是撒有銀切箔的雁皮紙，和歌是收錄於家集中的作品（新編國歌大觀編號1、2以及3的詞書），分九行書寫，整體風格與第二類較為接近。

### 底本
西本願寺本收錄於《私家集大成》和《新編國歌大觀》，《校註國歌大系》、《續國歌大觀》和《西本願寺本三十六人集精成》也有採錄《清正集》。影印版方面，冷泉家時雨亭文庫藏承空本收錄於《冷泉家時雨亭叢書》，坊門局筆本則收錄於田中親美的《清正集興風集》，御所本三十六人集也有採錄《清正集》。

## 文化財
| 名稱                          | 名義                          | 所藏             | 指定日期      | 指定類型   | 參考資料      |
| ----------------------------- | ----------------------------- | ---------------- | ------------- | ---------- | ------------- |
| 清正集                        | 清正集興風集                  | 個人             | 1935年4月30日 | 重要文化財 | [ 31 ]        |
| 藤原清正書狀                  | 石山校倉聖教                  | 石山寺           | 1993年6月10日 | 重要文化財 | [ 32 ] [ 33 ] |
| 清正集                        | 三十六人家集                  | 本願寺           | 1951年6月9日  | 國寶       | [ 34 ] [ 35 ] |
| 清正集                        | 私家集（承空本）              | 冷泉家時雨亭文庫 | 1987年6月6日  | 重要文化財 | [ 36 ]        |
| 能裝束 金紅片身替詩歌文樣厚板 | 能裝束 金紅片身替詩歌文樣厚板 | 東京國立博物館   | 2007年6月8日  | 重要文化財 | [ 22 ]        |

## 註解
1. ↑  藤原清正母是敕撰歌人，作品收錄於《後撰和歌集》（新編國歌大觀編號676），推測是藤原定方之女[1]。
2. ↑  藤原清正女是敕撰歌人，作品收錄於《拾遺和歌集》（新編國歌大觀編號817）[1]。
3. ↑  詞書是指寫在和歌前的一些語句，用於說明該和歌的主題或寫作動機等等[15]。
4. ↑  吹飯之浦是指大阪府泉南郡岬町深日（日语：深日）的入江，吹上之濱是指和歌山縣和歌山市紀之川河口左面的港口至雜賀的海岸[21]。

## 外部連結
- . 國書數據庫 （日语）.
- . 國際日本文化研究中心和歌數據庫 （日语）.